# ساغ‌کایا (جیحان)
ساغ‌کایا (به ترکی استانبولی: Sağkaya) یک منطقهٔ مسکونی در ترکیه است که در جیحان واقع شده‌است.